# Аскоболовые
Аскоболовые (лат. Ascobolaceae) — семейство аскомицетовых грибов порядка Пецицевые.

## Описание
Образуют апотеции мелких размеров, обычно не более нескольких миллиметров в диаметре, и имеют хорошо развитый субгимений. Зрелые сумки удлиняются и выступают над поверхностью гимения. Аскоспоры бывают как бесцветные, так и окрашенные, чаще пурпурные.

## Среда обитания и распространение
Большинство аскоболовых копрофилы, некоторые развиваются на почве, лесной подстилке и других субстратах. Хорошо растут в культуре и образуют апотеции на питательных средах.

## Классификация
Согласно базе данных Catalogue of Life на апрель 2025 года семейство включает следующие роды:
- Anserina Velen., 1934
- Ascobolus Pers. ex J.F. Gmel., 1792 — Аскоболус
- Cleistoiodophanus J.L. Bezzera et Kimbr., 1976
- Cubonia Sacc., 1889
- Ornithascus Velen., 1934
- Rhizostilbella Wolk, 1914
- Saccobolus Boud., 1869 — Саккоболус
- Sphaeridiobolus Boud., 1885
- Thecotheus Boud., 1869